# کارولاین سانتوس
کارولین گومز دوس سانتوس (پرتغالی:Caroline Gomes dos Santos؛ متولد ۶ فوریه ۱۹۹۶) یک تکواندوکار برزیلی است. وی در مسابقات قهرمانی تکواندو جهان ۲۰۱۹ در دسته سبک‌وزن زنان به مدال نقره دست یافت.